# Lamas e Cercal
Lamas e Cercal est une paroisse civile portugaise (en portugais : freguesia) de la municipalité de Cadaval dans le district de Lisbonne.
La paroisse est créée par la loi no 11-A/2013 du 28 janvier 2013 portant réorganisation administrative du territoire des freguesias, en fusionnant les paroisses de Lamas et Cercal. Son nom officiel est União das freguesias de Lamas e Cercal et son siège est fixé à Lamas.
Lors du recensement de 2021, Lamas e Cercal compte 3 409 habitants. Elle est ainsi la deuxième paroisse la plus peuplée de la municipalité, derrière Cadaval e Pêro Moniz (3 697 habitants).